# مختارآباد (اشتهارد)
مختارآباد (اشتهارد)، روستایی از توابع بخش پلنگ‌آباد شهرستان اشتهارد در استان البرز ایران است.

## جمعیت
این روستا در دهستان جارو قرار دارد و براساس سرشماری مرکز آمار ایران در سال ۱۳۸۵، جمعیت آن ۱۵۴ نفر (۳۲خانوار) بوده‌است.